# سکه جفرسون
سکه جفرسون(به انگلیسی: Jefferson nickel) سکه پنج سنتی ضرب شده ایالات متحده از سال ۱۹۳۸ بوده، که جایگزین سکه بوفالو شد. از سال ۱۹۳۸ تا سال ۲۰۰۴ روی سکه‌های ۵ سنتی تصویر پدر و بنیانگذار و سومین رئیس‌جمهور آمریکا توماس جفرسون که توسط هنرمند فلیکس اسکالج طراحی شده بود، استفاده می‌شد. همچنین در سال ۲۰۰۵ نیز از طراحی جو فیتزجرالد برای روی سکه استفاده شد. از سال ۲۰۰۶ تصویر جفرسون از رو به رو، از نو توسط جیمی Franki طراحی شد. البته پشت سکه‌ها همچنان همان طرح اسکالج است.